# インドの鉄道

インドの鉄道路線網

インドの鉄道（いんどのてつどう）では、インドにおける鉄道について記す。インドにおける主な事業者は国有（インド鉄道）であり、鉄道省が所管する。総延長は62,000 kmを超え、アメリカ・中国・ロシアに次ぐ世界第4位である。他にもデリー・メトロといった都市鉄道事業者が存在する。
インドはアジアで最初に鉄道が導入された国で、1830年代には道路やダムの建設現場に資材運搬用の鉄道が敷設され始めた。最初の本格的な路線は1853年に開業したボンベイ - ターネー間約40 kmである。当時、鉄道の主要目的は、宗主国のイギリス（大英帝国）が植民地内における綿花・石炭・紅茶の輸送を図るためであり、インドを搾取する道具と見られ、何度か民族運動などで破壊の対象にもされた。しかし、中にはインド人の民族資本家が敷いた鉄道も存在しており、その中にはある地域が飢饉の際に他の地域から物資を輸送することで飢餓を防いだことから、「飢餓鉄道」と呼ばれる事になったものも存在したという。
インドは国内航空も発達しているが、インド国民の中長距離旅行にはもっぱら鉄道が利用される。定期運行される最優等列車である「ラージダーニー・エクスプレス」のエアコン付き一等寝台のニューデリー - ムンバイ間の料金は2008年のデータでは3,305ルピーで、航空便の1万2,090ルピーのほぼ1/4であるが、一般庶民が乗るエアコン無しの2等座席車の料金は一等寝台の10分の一以下である（2023年9月の為替レートは1ルピーが約1.79円）。大都市間の幹線や都市近郊は電化が進んでいるが、郊外にはディーゼル機関車も活躍している。蒸気機関車は観光用の一部を除き、昨今になってようやく全廃され、日本の新幹線方式による高速鉄道を数年以内に着工に入れる構想もある（2012年時点）。

## 事業者
インドの鉄道は国有が大半だが、港湾（いわゆる臨海鉄道）や鉱山などの産業用、プランテーション用といった専用鉄道には私鉄も存在する。
- インド鉄道

以下の鉄道は、公社化されている。
- コルカタ地下鉄道 (Kolkata Metro Railway) en:Kolkata_Metro
- デリー地下鉄道 (Delhi Metro Railway)
- コンカン鉄道 (Konkan Railway)　：　マハラシュトラ州のローハーからカルナータカ州のトークールの南方でインド南部鉄道の路線に繋がる地点までを結ぶ西海岸の路線。

## 鉄道網
鉄道の軌間は「広いほうが望ましい」という当時のインド総督ダルハウジー卿の意見を入れて1,676 mm（広軌）で建設された。その後輸送量の少ない地方の路線については、建設費削減の目的から1,000 mmと762 mmの狭軌が採用された。なお、特殊な例として、少ない輸送量と険しい地形を勘案した610 mmのダージリン・ヒマラヤ鉄道なども建設された。1947年のインド独立後、鉄道網はインド鉄道（国鉄）の所有となり、幹線は改軌によって1,676 mmへの統一化が進められ、現在、ほとんどの主要都市間で直通運転が可能になった。

## 輸送形態

### 観光列車
インド国内および世界各国の観光客向けに、2泊から一週間程度の観光ツアーをセットにした観光列車（Tourist Trains）が設定されている。特別な内装設備や給仕を提供しており、豪華列車（Luxury Trains）とも呼ばれている。料金は他の列車に比べて非常に高く設定されており、たとえば2008年の繁忙期のゴールデン・チャリオットは、7泊で98,000ルピーであった。観光列車には、以下のようなものがある。
- パレス・オン・ホイールズ
- ヘリテージ・オン・ホイールズ
- ロイヤル・ラージャスターン・オン・ホイールズ
- マハーラージャズ・エクスプレス
- ゴールデン・チャリオット
- ロイヤル・オリエント・トレイン
- デカン・オデッセイ・トレイン
- フェアリー・クイーン・トレイン

### 長距離列車

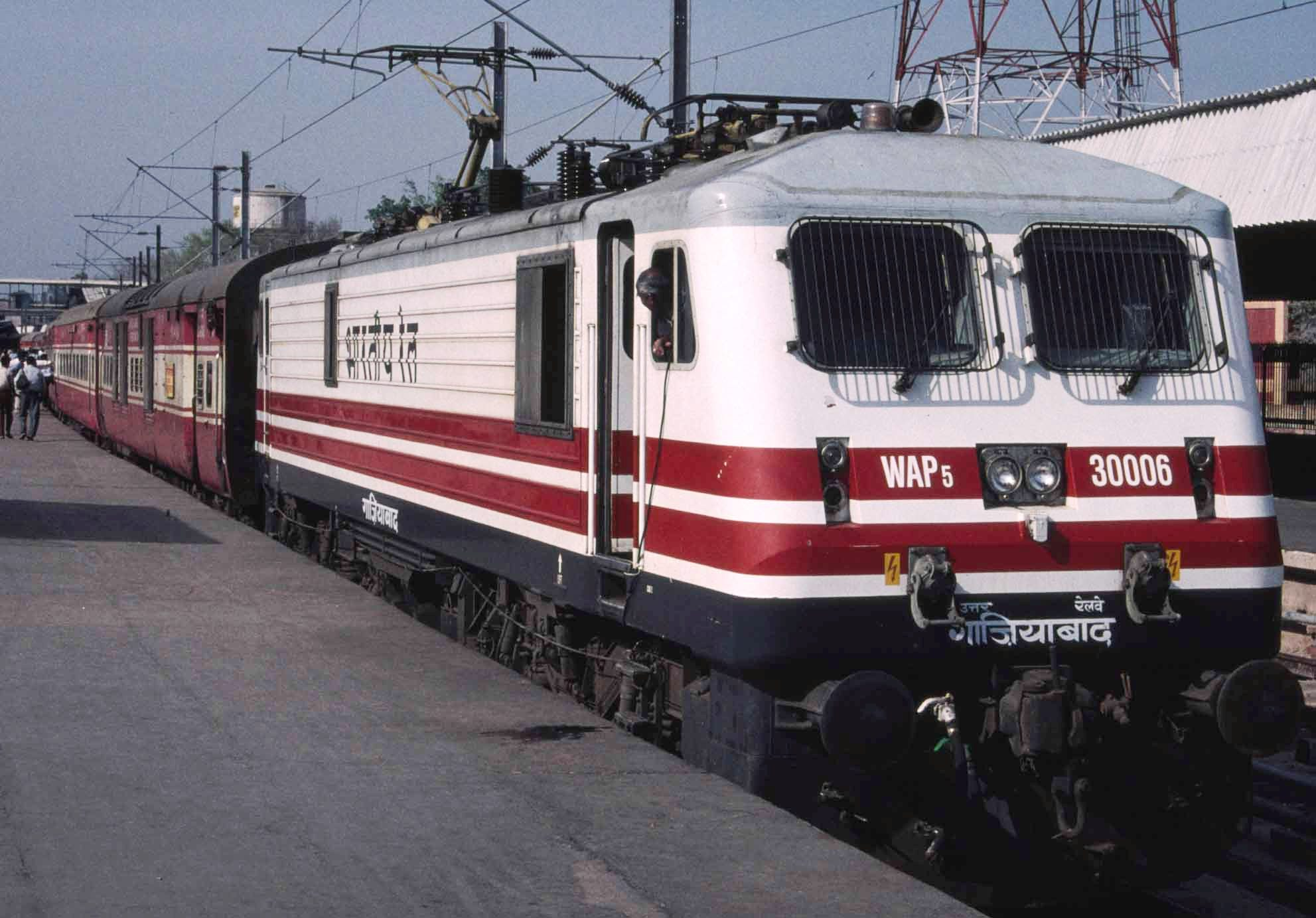
優等列車用の電気機関車WAP5
最高速度160km/h

インドにおける長距離急行列車は、インド鉄道（Indian Railways）が管理運行している。インド鉄道は、"Trains at a Glance"という、長距離列車のみを掲載した時刻表を発行している。長距離急行列車は、800往復以上が設定されている。ただし、すべてが毎日運行しているわけではなく、週1便しか運行しない急行もある。
列車編成の構造は基本的に一等と二等の二等級制であるが、それぞれ寝台車や座席車、エアコンの有無などの区別による5～8種類の車両があり、同じ区間において一番安い車両と一番高い車両ではおおよそ15～40倍の運賃の差が存在する。駅の待合室もこれに合わせ、乗車する車両それぞれの運賃に見合った設備のものが用意されているほか、一等車は座席指定制であり、各車両の入り口の脇に乗客の名前が載っている座席表が貼りだされる。
主要路線は、デリー・コルカタ・ムンバイ・チェンナイの4大主要都市間を結ぶ路線で、これら４都市をそれぞれ結ぶ優等列車も多数設定されており、便利である。

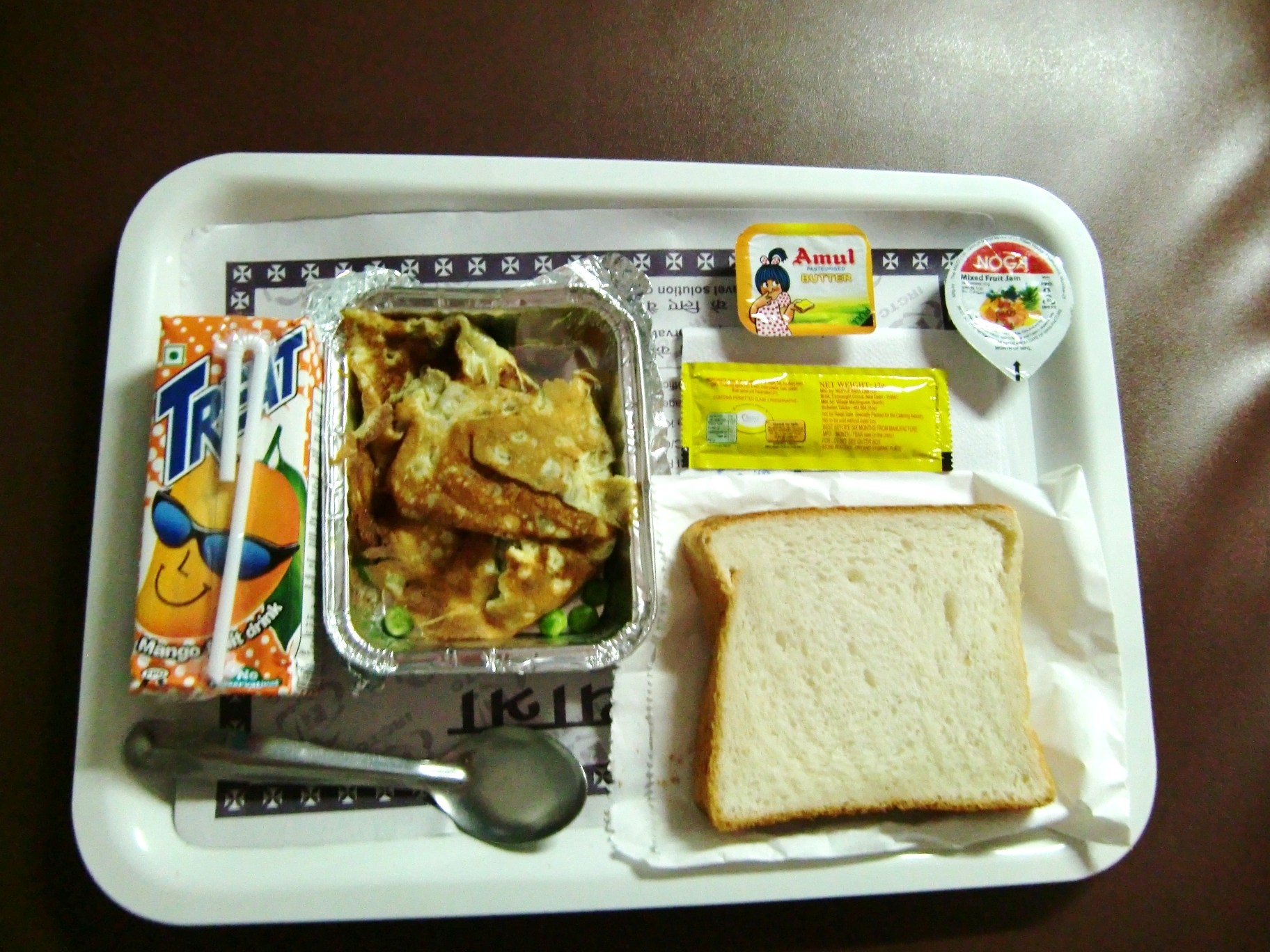
ラージダーニー急行の朝食、厨房車で調理された食事を席まで運んでくれる

#### 長距離優等列車
長距離優等列車を下記にて列挙する。なお、ラージダーニー急行やシャターブディー急行などでは乗車券代金に食事やお茶のサービスも含まれている。
- 「ラージダーニー急行」（Rajdhani Express，राजधानी एक्सप्रेस：「首都特急」の意）・・・首都デリーと各州の主要都市を夜行で結ぶ長距離優等列車。
- 「シャターブディー急行」（Shatabdi Express，शताब्दी एक्सप्रेस：「世紀特急」の意）・・・日着圏内の大都市間を走る長距離優等列車。
- 「ドゥロント急行」（Duronto Express，দুরন্ত এক্সপ্রেস）・・・ 2009年に運行を開始した、速達性を重視して目的地までノンストップで直行する長距離優等列車。

ほか、主要な急行列車としての列車を下記に示す。
- 「タージ急行」（Taj Express・「タージ特急」の意）・・・デリーからタージ・マハルのあるアーグラーの間に観光客向け列車。1日1往復。
- 「インターシティ急行」・・・主要都市間を結ぶ急行列車。
- 「リンク急行」・・・主要都市間を結ぶ急行列車。
- 「メイル」（Mail・かつて速達郵便の輸送も担っていたため）
- 「パッセンジャー」（Passenger）

短距離や中距離の移動には夜行を含むバスの便も多いが、長距離の移動については航空機を除けば鉄道が最大の手段であり、予約が取りにくい状況である。また　ほとんどの列車には予約不要の車両（二等座席車）が連結されているがこちらは混雑が激しい。
最近ではインターネットで予約することが可能になった。航空券と同様にEチケットが発行され、それを印刷したものが乗車券となる。乗車前の駅での手続きは一切不要で、そのまま乗車する。

### 中距離列車
インドにおける中距離列車は、各地方鉄道が管理運行している。時刻表も、各地方鉄道が主要駅で販売している。
大都市と大都市、あるいは大都市と中小都市を連絡する。普通列車や快速列車など、さまざまな種別が設定されているが、本数はあまり多くなく、少ない路線では1日2往復の列車も存在。

### 近郊電車

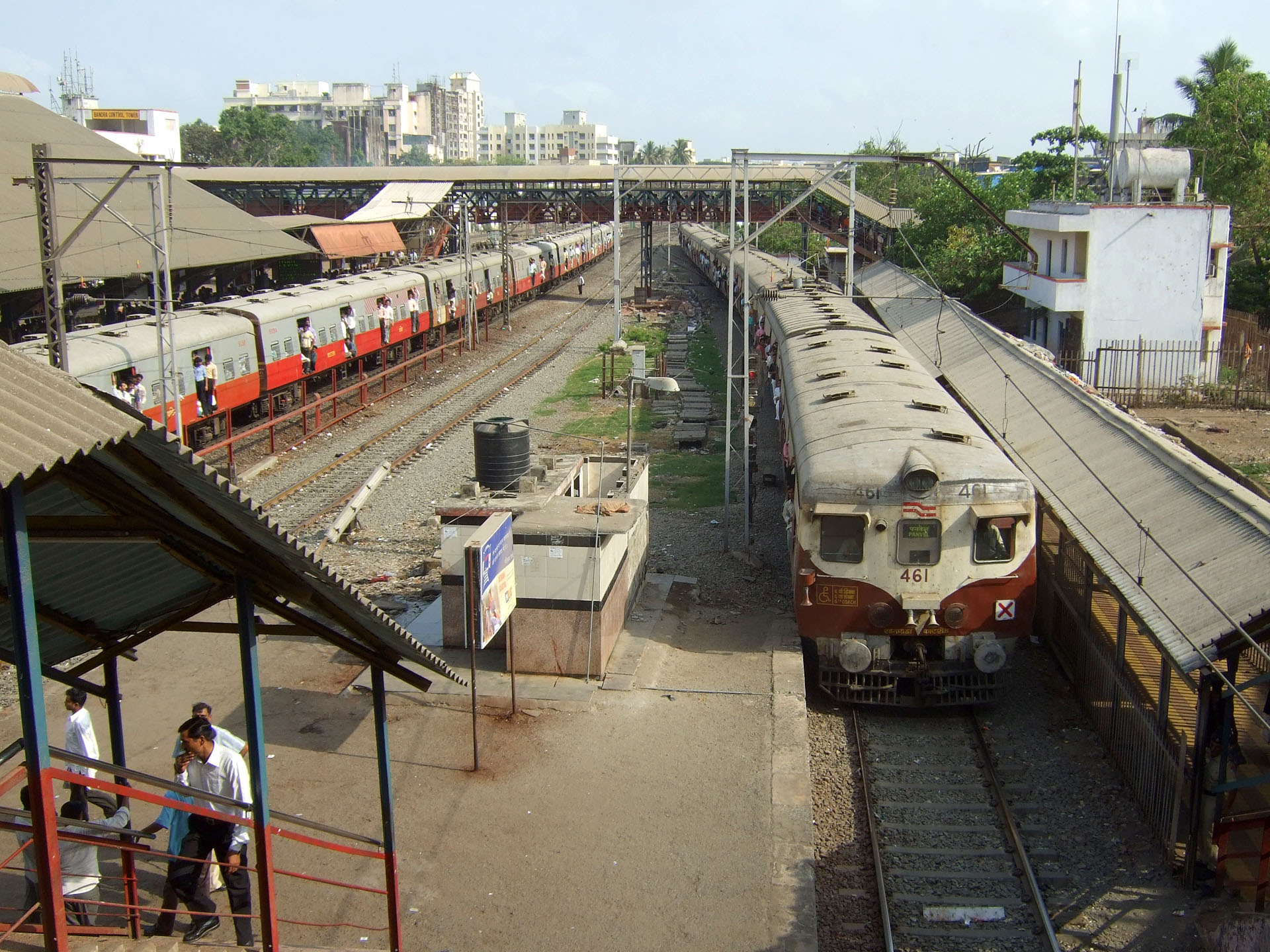
ムンバイ・バーンドラー(:en:Bandra)駅の近郊電車

デリー、ムンバイ、チェンナイ、コルカタ、ハイデラバード、プネーおよびラクナウ・カーンプル間には主に通勤用の近郊電車（通勤電車）が運行されている。こちらも運行と管理は上記の中距離列車と同様に地方鉄道による。デリーの近郊電車はインド北部鉄道、ムンバイとプネーの近郊電車はインド中部鉄道（ムンバイ近郊鉄道はインド西部鉄道にもまたがる）、チェンナイの近郊電車はインド南部鉄道、コルカタの近郊電車はインド東部鉄道、ハイデラバードの近郊電車はインド中南部鉄道の管理。ラクナウ・カーンプル間の近郊電車は複数の地方鉄道により運行されている。
近郊電車は3両につき1両の動力車を持つ動力分散方式で、通常9両から12両編成で運転される。ムンバイのみ直流電化だが、それ以外は交流電化（ムンバイにも交流の区間はある）。1両あたりの定員は96人であるが、ラッシュ時の乗車率は300%に達する。
運賃が安い、運転間隔が短い（通常5分から10分間隔）、渋滞の心配が無いなど利便性が高いだけに利用者も多く、慢性的に混雑している。

### 地下鉄
2014年現在、デリー、コルカタ、バンガロールには地下鉄がある。またチェンナイでも建設中であるほか、計画中の都市も多数存在する。
デリー・メトロは、順調に路線を拡大しており、2021年にすべての整備計画が完了すると、ロンドンの地下鉄を超える世界最大級の都市鉄道網となる見通しで
同年のインターネットによる利用者調査の結果、世界の18のメトロ（都市鉄道）のうち、総合顧客満足度でデリー・メトロが2位に選ばれた。

### 路面電車
コルカタでは路面電車（トラム）が運行されている。

### 国際列車
現在、インドの鉄道はパキスタン、バングラデシュ、ネパールの鉄道と接続している。ただし運行はそれほど密接とはいえない。今後はスリランカの鉄道と連絡船を介して接続するほか、ブータンに鉄道を延ばす計画もある。

## 文化

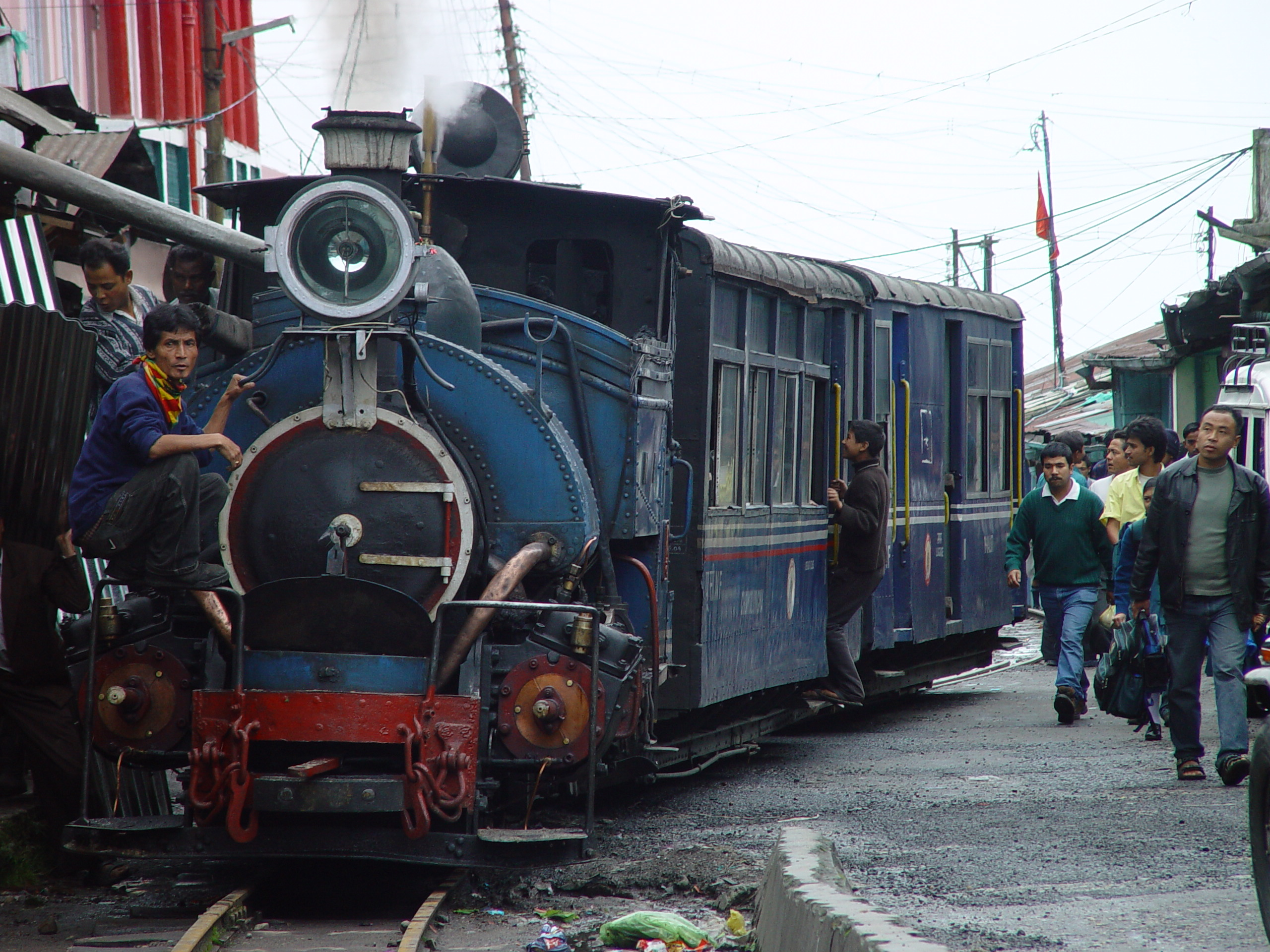
インドの鉄道の1つ、ダージリン・ヒマラヤ鉄道

ナローゲージ鉄道の中には、世界遺産にもなっているダージリン・ヒマラヤ鉄道（1999年登録）、ニルギリ山岳鉄道（2005年登録）、カールカー＝シムラー鉄道（2008年登録）といった著名なものも存在する。3者を合わせた登録名称は「インドの山岳鉄道群」である。
なお、ムンバイのCST駅も歴史的建築物として2004年に世界遺産に登録されている。

## 隣接国との鉄道接続状況
接続あり
- パキスタン
- ネパール
- バングラデシュ

接続なし
- 中華人民共和国
- ブータン
- ミャンマー